# Кастриоти
Кастриоти или Кастриота (алб. Kastriotët) — известный албанский аристократический род. Он контролировал область вокруг Дебара (современная Республика Северная Македония и Албания) в конце XIV и начала XV века. Наиболее заметным её членом был Скандербег, который рассматривается в качестве национального героя Албании. После падения княжества и смерти Скандербега в 1468 году семья Кастриоти присягнула на верность Неаполитанскому королевству и получила контроль над герцогством Сан-Пьетро-ди-Галатина и графством Солето в провинции Лечче (Италия), где материнская ветвь семьи все еще существует сегодня как часть семьи Сансеверино.

## Происхождение рода
Кастриоти, который был кефалом Канины в 1368 году, был первым членом рода, который упоминается в исторических документах. В XIV веке род Кастриоти был одним из наименее мощных благородных семей в Албании, чья власть и влияние была гораздо меньше, чем, например, у Топия, Дукаджини или Арианити.
По другим данным, Кастриоти впервые упоминаются в 1394 году. По данным турецких источников, семья происходит из Кастрата на севере Албании, а в других — с западной части Косова. По мнению ряда историков, их фамилия берёт своё начало с латинского каструм, греческое слово κάστρο (замок).

## Возвышение рода
Род Кастриоти, в отличие от Топия и Арианити, не имеют долгую историю в качестве аристократии. Первым дворянином этого рода, упомянутым в исторических источниках, был или Пал Кастриоти, владелец двух селений (Сина и Нижняя Гарди) , или кефал Кастриоти, который был кефалом замка Канины, упомянутым в 1368 году.
У Пала Кастриоти было три сына: Константин, Алексей и Гьон Кастриоти  который был отцом Скандербега . Алексей Кастриоти контролировал три деревни. Константин Кастриоти был протовестиарием Сины (Серина) близ Дуррацо . Согласно Венецианскому документу, обнаруженному Карлом Хопфом, его титул был владельцем замка Серуджи (доминус Серины).
Пал владел двумя селениями Сина и Нижняя Гарди. Его сын, Гьон Кастриоти (? — 1437), стал владыкой Мати . Он сумел расширить свою территорию, но в конечном итоге был подчинен вторгшимися турками-османами. Наиболее заметным членом был Георг Кастриоти Скандербег (1405—1468), объявленный албанским национальным героем, известным в албанском фольклоре своей борьбой против османских войск.

## Титулы
Список титулов семьи Кастриоти:
Албания в Средние Века
- Лорд или король Албании
- Князь Круи (Княжество Кастриоти)
- Лорд Сины и Нижней Гарди
- Лорд Мати и Вуменестии

В Османской империи
- Санджакбей Санджака Дибра
- Субаши Круи

В Неаполитанском королевстве
- Герцог Сан-Пьетро-де-Галатина
- Граф Солето
- Сеньор Монте-Сант-Анджело
- Сеньор Сан-Джованни-Ротондо
- Барон Гальяно
- Барон Салиньяно
- Барон Арильяно.

## Члены династии
- Константин Кастриоти, возможно, отец Пала Кастриоти
  - Пал Кастриоти — владелец двух селений, трое сыновей
    - Алексей Кастриоти — владелец трех деревень
    - Константин Кастриоти — правитель замка Серуджа .
    - Гьон Кастриоти (? — 1437), женат на Воиславе Трипальде, девять детей
      - Репош Кастриоти — (? — 1430/1431),[22], возможно, отец Константина
      - Станиша Кастриоти — (? — 1445?), один сын
        - Хамза (Бранило) Кастриоти — (после 1457 года)

      - Константин Кастриоти, дети неизвестны, возможно, отец Константин
        - Константин Кастриоти

      - Мара Кастриоти, муж — Стефан I Черноевич,[23], трое сыновей (Иван, Андрия и Божидар)
      -  Скандербег (Георг Кастриоти) (1405—1468) — албанский национальный герой
        - Гьон II Кастриоти (ок. 146—1501) — граф ди Солето, женат на Ирине Бранкович, дочери деспота Сербии Лазаря Бранковича
          - Константино Кастриота (? — 1500), епископ Изерния
          - Ферранте Кастриоти (? — 1561), герцог ди Сан-Пьетро-ди-Галатина
          - Мария (? — 1569)
          - Георгий (? — 1540), венецианский военный (упоминается в 1499—1501)

      - Елена Кастриоти — муж — Павел Балшич[23], их сын — Георгий Стреши Балшич, правитель Мисии
      - Мамика Кастриоти, жена Музаки Топия с 1445 года[23]
      - Ангелина Кастриоти, муж — Владин Арианити
      - Влайка Кастриоти, 1-й муж — Гьон Музаки,[23] 2-й муж — Стефан Стреши Балшич,[24] два сына от второго брака:[25] Иван Балшич и Гойко Балшич

## Итальянский период
После завоевания Албании турками-османами Неаполитанское королевство предоставило землю и дворянский титул семье Скандербега, Кастриоти. Его семья получила контроль над герцогством Сан-Пьетро-де-Галатина и графством Солето в провинции Лечче, Италия. Его сын, Гьон II Кастриоти, женился на Ирине Бранкович, дочери сербского деспота Лазаря Бранковича и одной из последних потомков Палеологов.
Две линии семьи Кастриоти проживали в Южной Италии, одна из которых происходила от Пардо Кастриота Скандербега, а другая — от Ахилла Кастриота Скандербега, которые были биологическими сыновьями Ферранте, сына Гьона II Кастриоти и его жены Ирины Бранкович. Они были высокопоставленными итальянскими дворянами и членами Мальтийского ордена.
Единственная законная дочь герцога Ферранте, Ирина Кастриота Скандербег, рожденная Андреаной Аквавива д’Арагона от герцогов Нардо, унаследовала отцовское поместье Кастриота, передав герцогство Галатина и графство Солето в семью Сансеверино после её брака с принцем Пьетрантонио Сансеверино (1508—1559). У них был сын, Николо Бернардино Сансеверино (1541—1606).
По женской линии его потомки включают правящие (или бывшие правящие) семьи Бельгии, Люксембурга, Австро-Венгрии, Пруссии, Сербии и некоторых членов британской королевской семьи. Среди других выдающихся современных потомков — Филиппо Кастриота, соратник Исмаила Кемали, основателя современной Албании, и писатель Джорджио Мария Кастриота.